# Крушевица (Љубиње)
Крушевица је насељено мјесто у општини Љубиње, Република Српска, БиХ. Према попису становништва из 1991. у насељу је живјело 233 становника.

## Географија
Између Илије на југу и Варине Цркве (Градине) на северу на кршевитом месту и на висини од 550 метара. Између појединих кућа или чопора њихових има и многих увала по којима су главни комади за усеве. Махала Бјелошев До западно је од села и смештена је у дубокој вали уз истоимену ораћу земљу. У селу се пије кишница из чатрња којих има више. Имају и једну велику Крушевичку Локву.Крушевица је доста оскудна у радној земљи. И они комади што их махом има су мањи и далеко по испашама разбацани. У Крушевици преовлађује сточарство и испаше има врло много и они се пружају свуд около села. Осоје Илије планине, Бротњик, Градина, Кунак, Ханзовина, Ластва, Лисац и друге. Испаша има и приватних ограда, али је много већи део и данас заједница сеоска. Сељани су и данас већим делом Чивчије, плаћаји половину и трећину.
Крушевица се углавном дели на Крушевицу и Бјелошев До који су раздалеко три километра. У Бјелошевом Долу све су куће у чопору а томе је узрок породична деоба. У Крушевици се издвајају групе кућа које се називају: Кунак 8 кућа, Риља 3 куће, Бријег 7 кућа, Ђукова Љут 6 кућа, Гудељи 7 кућа, Доње Село 10 кућа. Ови су чопори на разним размацима између себе по 250 до 500 метара. Ни у овим чопорима нису куће свуда груписане. Куће у појединим групама размакнуте су 10 ,50 ,150 и више метара. Сва јавта броје 63 куће од којих су у Бјелошеву Долу 11 кућа Поповића, а остале су у Крушевици.

## Историја
Васо Новаковић је био парох у селу 60 година, до пред крај 1938. (у чланку се место зове Крушевице).

## Становништво
| Демографија | Демографија | Демографија |
| Година      | Становника  | Становника  |
| ----------- | ----------- | ----------- |
| 1948.       | 541         |             |
| 1953.       | 535         |             |
| 1961.       | 490         |             |
| 1971.       | 433         |             |
| 1981.       | 340         |             |
| 1991.       | 233         |             |

Презимена становника Крушевице: Лучић, Сулавер, Макера, Поповић, Ћоровић, Киса, Косјерина.

## Знамените личности
- Милан Докмановић, протојереј Српске православне цркве
- Аћим Вавић (Крушевица — Никшић, послије 1905), српски устаник